# Parco nazionale di Kolkheti
Il parco nazionale di Kolkheti (in georgiano კოლხეთი?), è uno dei dieci parchi nazionali della Georgia. Si estende tra le regioni della Mingrelia-Alta Svanezia e della Guria nella regione storica della Colchide, nella Georgia occidentale. Il parco si trova su una pianura costiera sul Mar Nero e attraversa le località di Zugdidi, Khobi, Lanchkhuti, Senak'i e Abasha. Il parco è stato istituito tra il 1998 e il 1999 nell'ambito del Progetto integrato di gestione delle coste della Georgia. Si estende su una superficie di 28 940 ettari.